# 노드스트롬

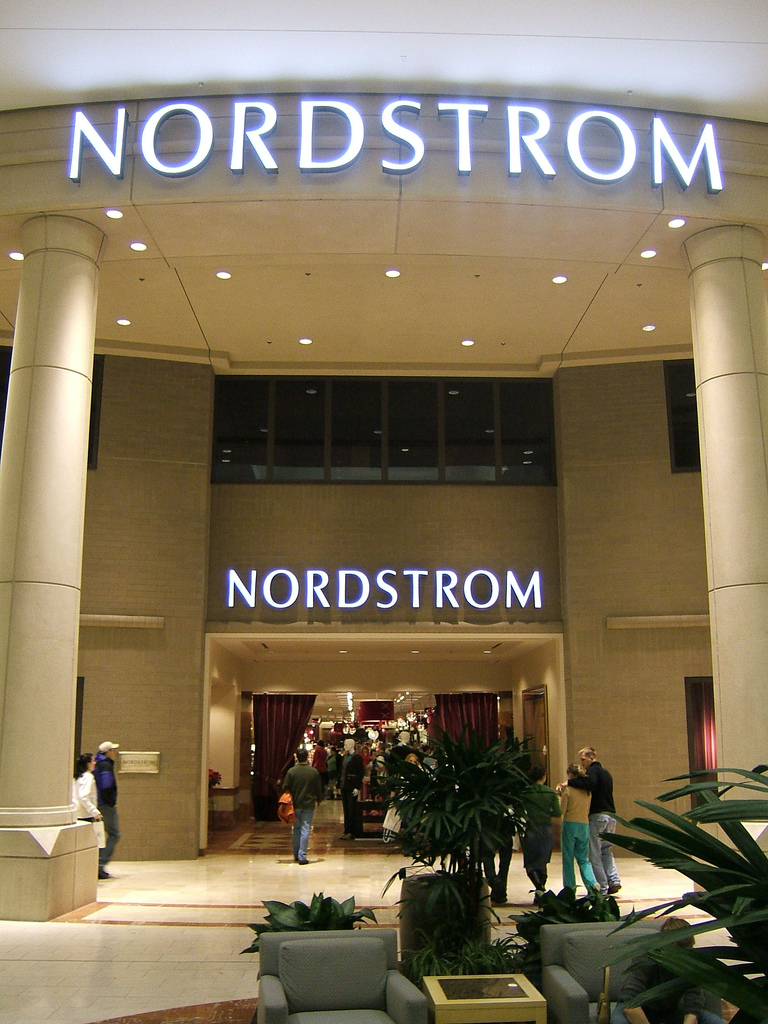
노드스트롬

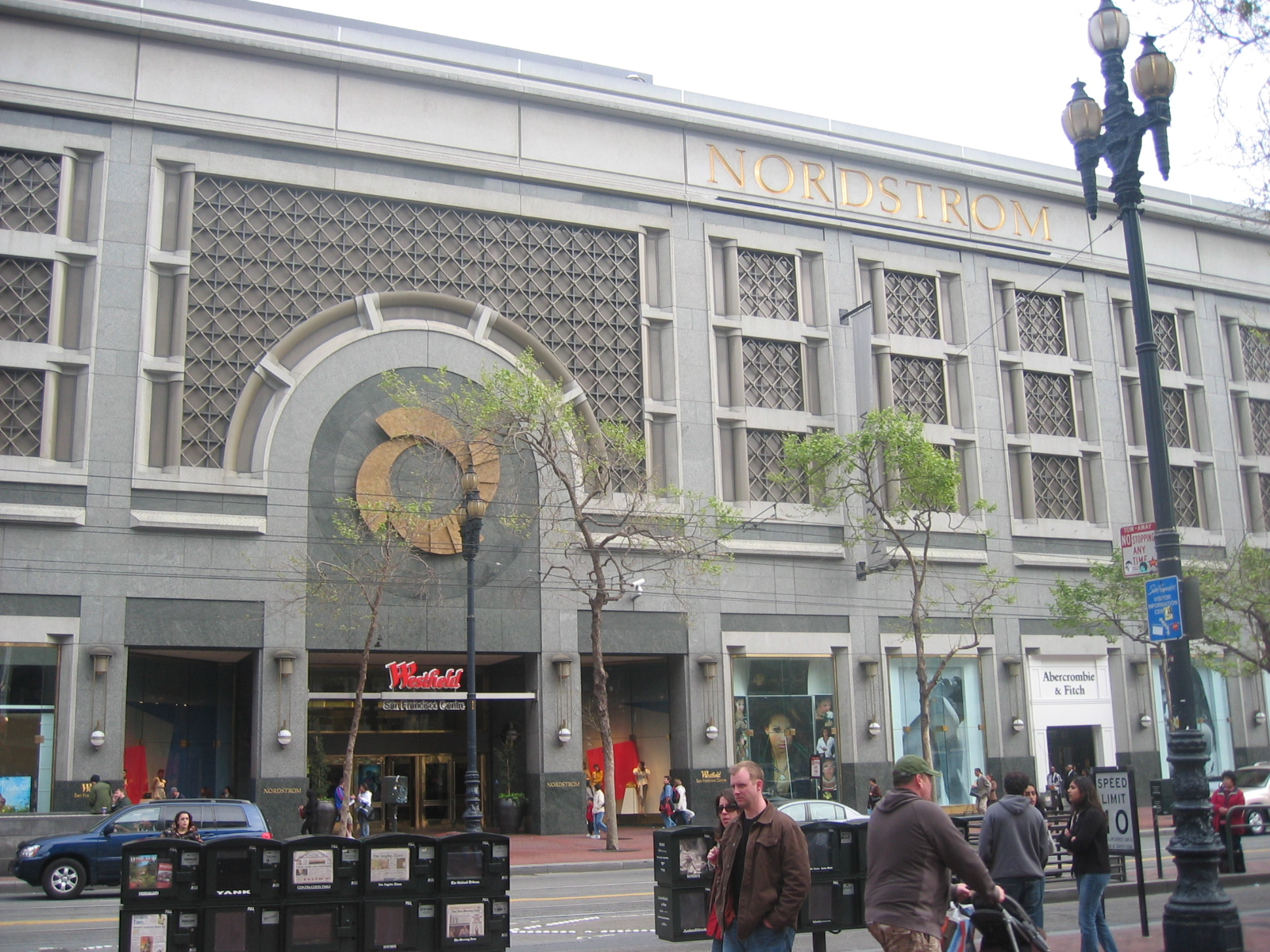
노드스트롬 샌프란시스코

노드스트롬(Nordstrom, Inc.)은 John W. Nordstrom과 Carl F. Wallin에 의해 설립된 미국의 고급 백화점 체인이다. 신발 소매상으로 시작되었으나 현재에는 의류와 액세서리, 핸드백, 쥬얼리, 화장품, 향수 그리고 일부 지역에서는 가정용품도 판매하고 있다. 본사와 본점은 워싱턴주의 시애틀 도심에 위치해 있다.

## 역사

### 시작
1887년 John W. Nordstrom는 19세기 후반 많은 스웨덴인들이 그랬던 것처럼 기회를 찾아 16세의 나이로 미국 이민 길에 올랐다. 그는 스웨덴 북부 지방의 Luleå 근처의 Ale에서 태어났으며, 태어날 때의 이름은 Johan Nordström였으나 훗날 John Nordstrom이라는 영어식 이름으로 바꾸었다. 미국 도착 후 그는 미시간에서 일을 시작하였고, 여러 허드렛 일을 전전한 끝에 미국을 가로질러 이동하게 되었다. 그는 시애틀 근처의 Arlington에 20에이커 (81,000 m2) 크기의 감자 농장을 살수 있는 돈을 모았고, 1897년에 시애틀을 떠나 캐나다 Yukon Territory의 Klondike 골드러쉬에 가담했다. 2년에 걸친 탐광과 노력 끝에 결국 그는 금을 발견했고, 13000불에 팔았다. 부자가 되어 시애틀로 돌아온 그는 Hilda Carlson과 결혼 하였고, 도전할 사업체를 찾았고 결국 1901년 Wallin & Nordstrom라는 이름의 신발 가게를 개점했다. 공동 설립자인 Carl F. Wallin은 이웃 신발 수리점의 주인이었다. John과 Hilda사이에는 다섯 명의 자식이 있었는데, Everett W.(1903), Elmer J.(1904), Lloyd N. Nordstrom의 세 자녀는 아버지를 따라 사업을 도왔다. Wallin & Nordstrom이 1923년 시애틀에 두 번째 가게를 열었을 때 Elmer는 이미 University of Washington을 졸업하고 2호점 개점에 많은 공헌을 하였다.
John W. Nordstrom은 1928년 은퇴하면서 그의 지분을 Everett과 Elmer 두 아들에게 팔았으며, Wallin 역시 1929년 은퇴하면서 그의 지분을 그들에게 팔았다. 1930년 Second Avenue점을 재 개장하며 사명을 Nordstrom으로 바꾸었다. Lloyd Nordstrom은 그 후 1933년 회사 경영에 참여하게 되었고, 세 형제는 이후 약 40년간 함께 경영 하였다.
Nordstrom은 1958년까지 2개 주에 8개 점포 규모로 확장하였으나 당시까지는 신발만을 취급하였다. Nordstrom은 고객 서비스, 깊이 있는 상품제공, 모든 사이즈 제공을 통해 확장을 일구어 냈고 1963년 Best Apparel of Seattle을 인수하면서 의류 시장에도 손을 대기 시작하였다. 1969년에 Nordstrom Best로 사명을 변경하였다.
1968년 Everett의 은퇴가 다가오면서 경영 2세대는 회사를 매도하는 문제로 논쟁을 벌이기도 했지만 결국 경영 3세대--Bruce A. (Everett의 아들), James F.와 John N. (Elmer의 두 아들), 그리고 John A. (Jack) MacMillan (Lloyd의 사위)—의 설득 끝에 회사를 상장시키기로 하고, 그들의 사촌이 회사를 인수하도록 허용했다. 1971년 Nordstrom은 NOBE라는 코드이름으로 NASDAQ에 상장되었고, 1973년 회사 이름에서 “Best”를 삭제하였고 Nordstrom이라는 이름으로 현재까지 불려오고 있다. 1999년 설립자 John W. Nordstrom의 이름에서 따온 JWN이라는 코드이름으로 NASDAQ에서 New York Stock Exchange로 이동하였다.

### 확장
노드스트롬은 다른 점포를 인수하기 보다는 새로운 점포를 개점하는 방식으로 지역 백화점에서 전국적인 체인망으로 성장하였다.
1975년까지 노드스트롬은 Northern Commercial Company를 인수하여 알래스카로 진출 하였고(이것이 유일한 인수였다.) 첫 번째 상설할인매장인 노드스트롬 랙을 시애틀에 개점하였다. 1978년 매출액 2억5천만 달러를 기록하며 미국에서 세 번째로 큰 제조소매업자의 위치에 오른 노드스트롬은 Costa Mesa에 캘리포니아 남부지방 첫 점포를 개점했다. 1990년대 초반까지 노드스트롬 랙을 포함하여 캘리포니아에만 총 26개의 점포를 개점하였으며, 캘리포니아 진출 이후에는 Northeast (Tyson's Corner, 1988), Midwest (Oak Brook Mall, 1991), Southeast (Atlanta, 1998), and Southwest (Dallas, 1996)의 사례처럼 강력한 지방 분권화를 통한 확장을 이루어 냈다. 새로운 지역으로 진출할 때 기존의 점포를 종업원을 채용하고 교육시키는 기지로서 활용하였으며 독자적 물류센터를 활용하는 전략을 사용하였다. 1978년에서 1995년까지 노드스트롬은 총 46개의 전 상품 취급점(full-line department store)을 개점하였다.
PLACE TWO: 1976년 노드스트롬은 한정된 품목을 좀 더 작은 시장에 판매하는 방식의 Place two라는 매장을 열었다. 1983년까지 10개의 Place two 매장을 개점하였으나 작은 점포들을 업그레이드하는 비용의 부담 때문에 Place two 사업부는 문을 닫게 되었다.
FLAGSHIP: 1998년 노드스트롬은 시애틀 다운타운 점을 길 건너 이전 Frederick & Nelson 건물에 플래그 쉽 매장으로 재 개장하였다. 383,000 스퀘어 핏 (35,600 m²)에 달하는 크기의 이 매장은 노드스트롬 체인 중 가장 넓은 매장으로 자리 매김하고 있으며, 가장 작은 매장은 72,000 스퀘어 핏 (6,700 m2)으로 오레곤주 Salem에 1980년 개점하였다.
DIRECT: 노드스트롬은 또한 1993년 전자상거래에 뛰어든 데 이어 John N.의 아들 Dan의 지휘아래 catalog 사업부를 시작하면서 직 판매로 사업을 확장하였다. Nordstrom.com의 주문 처리와 고객센터는 아이오와주 Cedar Rapids에 위치해 있으며 Ontario, California, Portland, Oregon, Dubuque, Iowa, Upper Marlboro, Maryland, Gainesville, Florida에 물류센터를 두고 있다.

### 현재
점포들의 크기가 커지면서 1979년부터 식당들이 함께 들어서기 시작했으며 1989년 개점한 캘리포니아의 플래그 쉽 점포인 Westfield San Francisco Centre는 잉글리쉬 펍 뿐만 아니라 최소 4개 이상의 식당을 포함한 당시로선 가장 크고 가장 비싼 점포였다. 최근에는 주로 오래된 점포에 입점해있던 Espresso Bar를 폐쇄하고 다양한 quick-fix snacks을 제공하는 eBar를 개점하고 있으며 hotbar 또한 확장하고 있는 추세다. 2층 이하의 소 규모 점포에서는 거의 같은 메뉴를 제공하지만 좌석이 마련된 in-House Café가 주로 입점되어 있다. 노드스트롬은 또한 기존 4개의 식당(대형 점포에서 주로 찾아볼 수 있다)도 개선하였는데 편안한 분위기의 Classic Café와 Marketplace Café, 화덕 요리에 특화된 Cafe Bistro, 알코올음료를 즐길 수 있는 Nordstrom Grill가 바로 그것이다.
현재 노드스트롬은 115개의 전 상품 취급점, 86개의 상설할인매장 ‘노드스트롬 랙’, 두 개의 보석 부띠끄, 그리고 최종 상설할인매장 ‘Last chance’ 한 곳을 28개 주에 걸쳐 운영하는 중이다. 최근 2007년 단독 부띠끄 체인 ‘Façonnable’를 매각하였으며, 애리조나주 Scottsdale에 소액거래 은행을 한 곳 운영중이다.
2011년 2월 노드스트롬은 디자이너 상품의 깜짝세일로 유명한 LA의 온라인 쇼핑 업체인 HauteLook의 인수를 발표하였다. 노드스트롬은 1억8천만 달러 상당의 주식을 지급하기로 하였으며 HauteLook의 재무적 성과에 따른 3년간의 차후 정산을 합의하였다.

## 종업원 수첩
오랜 기간 동안 Nordstrom의 신입 직원들은 Nordstrom's Employee Handbook이라는 유명한 수첩을 지급받았다. 5X8인치(130X200mm)의 회색 수첩에는 다음과 같은 75단어가 적혀있다.

NORDSTROM에 오신 것을 환영합니다.
당신을 우리 회사의 일원으로 받아들이게 되어 정말 기쁘게 생각합니다. 우리의 첫 번째 목표는 뛰어난 고객 서비스를 제공하는 것입니다. 당신의 개인적, 직업적 목표를 높게 설정하십시오. 우리는 당신이 그것을 달성하기 위한 능력이 충분하다는 것을 자신합니다.
Nordstrom Rules: Rule #1: 모든 상황에서 최고의 판단을 내리십시오. 더 이상의 규칙은 없습니다.
당신의 부서장, 점장, 본부장 누구에게나 어떤 질문이든지 자유롭게 물어보십시오.

그러나 Nordstrom의 운영 방식이 바뀌면서 현재는 신입 오리엔테이션 때 좀 더 자세한 규칙과 법률적 규제사항이 담겨있는 핸드 북이 제공된다.
노드스트롬 백화점은 고객만족을 위해 직원이 자신의 판단에 따라 서비스를 제공할 수 있도록 많은 권한을 임위하여 불필요한 상사의 승인과정을 축소하고 내부고객인 직원의 업무만족도를 높이고 있다. 또한, 고객에게 제품을 판매할 때마다 직원들이 본인의 고유번호를 입력하게 함으로써 직원 개개인의 판매현황에 따른 수수료를 지급한다. 향후 가장 우수한 판매율을 기록한 직원에게는 자사 판매제품을 무려 33%나 할인해주는 직원할인 제도를 마련해둠으로써 직원들의 동기부여를 자극하는 내부마케팅 사례를 펼치고 있다.

## 인정, 표창
노드스트롬은 2009년 포춘지 선정 일하기 좋은 기업 100에서 72위를 차지하였으며(또한, 포춘 일하기 좋은 기업 명예의 전당에 올라있다.) 2008년 36위, 2007년 24위 2006년 46위, 2005년 88위에 올랐다. 2010년도에는 53위에 랭크되었다.
노드스트롬은 또한 2007년 포춘 500대 기업 286위에 올랐다. (전년도에는 293위)

## 참고 자료
- Bond, Jeff (2010-06), The Keeper of the Nordstrom Way, Columns Magazine